# Даме Траоре
Даме Траоре (фр. Dame Traoré, нар. 19 травня 1986, Мец) — катарський футболіст французько-сенегальського походження, який грає на позиції захисника у клубі «Ар-Райян», та у національній збірній Катару. Відомий також за виступами у французькому клубі «Валансьєнн» та катарських клубі «Аль-Арабі» і «Лехвія».

## Клубна кар'єра
Даме Траоре народився у Меці в сім'ї вихідців із Сенегалу. У дорослому футболі Траоре дебютував 2004 року виступами за команду клубу «Валансьєнн», проте в основний склад молодий футболіст потрапляв рідко, у в першому сезоні зіграв за клуб лише 8 матчів. Це стало причиною, що наступний сезон Траоре провів у оренді в клубі «Седан», проте за основну команду клубу він так і не зіграв. З початку сезону 2006—2007 футболіст повернувся до «Валансьєнна», проте й надалі не став гравцем основи, надалі частіше грав за другу команду клубу в нижчих французьких лігах, а в основній команді клубу за три роки зіграв лише 6 матчів.
Щоправда, гра молодого французького сенегальця привернула увагу катарського клубу «Лехвія», до складу якого Траоре приєднався з початку сезону 2009—2010 років. У першому сезоні за клуб футболіст став переможцем другого катарського дивізіону, а наступні два сезони Даме Траоре, ставши одним із основних захисників клубу, вигравав із клубом Qatar Stars League двічі поспіль. У наступному сезоні «Лехвія» зайняла друге місце в чемпіонаті, а наступні два сезони знову перемагала у вищому катарському дивізіоні. Проте Даме Траоре до кінця сезону 2014—2015 року втратив місце в основі клубу, що призвело до того, що він з початку сезону 2015—2016 був відправлений в оренду до іншого катарського клубу «Аль-Арабі». Проте й там на той час вже натуралізований катарець не став гравцем основи, і з початку сезону 2016—2017 років його передали в оренду до іншого катарського клубу «Аль-Джаїш». Відіграв команду 9 матчі в національному чемпіонаті, а після об'єднання клубів «Лехвія» та «Аль-Джаїш» під назвою «Аль-Духаїль» розпочав виступи вже в цьому клубі. У 2018 році став гравцем клубу «Ар-Райян».

## Виступи за збірну
Даме Траоре після кількох років успішних виступів за катарські клуби отримав пропозицію стати гравцем національної збірної Катару, яку футболіст прийняв. 13 листопада 2013 року футболіст уперше викликаний до другої збірної Катару 21 грудня 2013 року футболіст уперше зіграв за катарську збірну у товариському матчі проти збірної Бахрейну, а 25 грудня 2013 року футболіст дебютував в офіційних матчах у складі головної збірної Катару в матчі проти збірної Палестини в матчі чемпіонату Західної Азії. Наразі провів у формі головної команди країни 8 матчів.

## Особисте життя
Батьки Даме Траоре є вихідцями з Сенегалу, а двоє його братів Моді та Мамаду також є футболістами.

## Титули і досягнення
- Чемпіон Катару (5):

«Ад-Духаїль»: 2010-11, 2011–12, 2013-14, 2014-15, 2017-18
- Володар Кубка Еміра Катару (2):

«Ад-Духаїль»: 2018
«Аль-Гарафа»: 2025
- Володар Кубка наслідного принца Катару (3):

«Ад-Духаїль»: 2013, 2015, 2018
Збірні
- Переможець Чемпіонату Західної Азії: 2013